# 大衛·富勒
大卫·富勒（1954年9月4日—） 是一名英国杀人犯和恋尸癖者。 
1987年，他在皇家坦布里奇韦尔斯闯入2位女子（分別為25歲、20歲）的家中，將女子勒死並性侵犯，这两起案件相隔数月。 當時案件並沒偵破，但是兇手的DNA留了下來。  2020年，富勒的DNA与被發現與案件留下的DNA相吻合，最终被认定为凶手。 2021年，他因谋杀兩位女子而被判有罪 。當年12月15日，他被判处终身监禁，而且不得假释。 他与韦恩·卡曾斯關在同一個監獄。 
2021年10月，富勒又被指控在 2007年至2020年间在医院的太平间犯下另外16项罪行 。當時他是醫院的电工，而且經常加班，他在醫院上班期間猥褻了醫院100多具女性尸体。2022年11月3日，富勒对这些指控认罪。 他又因為這些罪行被判12年徒刑。

## 个人生活
富勒生于英国迪爾 ，结过三次婚。 富勒曾在英國國防部實習。 
他的兴趣有观鸟、骑自行车、聽音樂會和摄影。他曾是伦敦一家摇滚乐樂隊的摄影师，并于1985年与第二任妻子一起陪同乐队巡演。 